# Oncodamus decipiens
Oncodamus decipiens är en spindelart som beskrevs av Harvey 1995. Oncodamus decipiens ingår i släktet Oncodamus och familjen Nicodamidae. Inga underarter finns listade i Catalogue of Life.